# Ixanthus viscosus
Espèce
Synonymes
- Gentiana viscosa Aiton[2]

Ixanthus viscosus est une espèce de plantes de la famille des Gentianaceae et du genre monotypique des Ixanthus.